# Rudbeckia graminifolia
Rudbeckia graminifolia là một loài thực vật có hoa trong họ Cúc. Loài này được (Torr. & A.Gray) C.L.Boynton & Beadle miêu tả khoa học đầu tiên năm 1901.